# محمد بن أندراس
```

```

محمد بن محمد الأموي المعروف بابن أندراس -أبو القاسم-، كان طبيباً بارعاً من أبرع أطباء أهل
زمانه بالأندلس، من آثاره أرجوزة نظم بها بعض الأدوية.

## سيرته
محمد بن أندراس طبيب من أهل مرسية، رحل إلى بلاد المغرب، فاستوطن بجاية، وولي طب الولاة فيها مع بعض خواص الأطباء، وعندما بلغت شهرته الآفاق سمع به أبو عبد الله محمد المستنصر، فإستدعاه إلى تونس، فجعله أحد
أطبائه الشخصيين وجلسائه

### الوفاة
توفي محمد بن أندراس بتونس، في سنة 674هـ / 1275م